# Казнате-кон-Бернате
Казна́те-кон-Берна́те (итал. Casnate con Bernate) — коммуна в Италии, находится в регионе Ломбардия, подчиняется административному центру Комо.
Население составляет ок. 4750 человек, плотность населения составляет 874 чел./км². Занимает площадь 5 км². Почтовый индекс — 22070. Телефонный код — 031.
Покровителем коммуны почитается святой Антоний Великий, празднование 17 января.